# Dasarathpur
Dasarathpur (en népalais : दसरथपुर) est un comité de développement villageois du Népal situé dans le district de Surkhet. Au recensement de 2011, il comptait 5 347 habitants.